# Martin Fierro (saxofonista)
Martin Fierro (18. ledna 1942 – 13. března 2008) byl americký jazzový saxofonista, zpěvák, hudební skladatel a producent. Spolupracoval například se skupinami Sir Douglas Quintet, Legion of Mary, Quicksilver Messenger Service, Jazz Is Dead, The String Cheese Incident. Spolupracoval také s mnoha hudebníky, mezi které patří například Derek Trucks, David Grisman a James Cotton.